# Comuna de Świdnica
Świdnica (polaco: Gmina Świdnica) é uma gminy (comuna) na Polónia, na voivodia de Baixa Silésia e no condado de Świdnicki. A sede do condado é a cidade de Świdnica.
De acordo com os censos de 2004, a comuna tem 15 227 habitantes, com uma densidade 73 hab/km².

## Área
Estende-se por uma área de 208,28 km².

## Subdivisões
- Bojanice, Boleścin, Burkatów, Bystrzyca Dolna, Bystrzyca Górna, Gogołów, Grodziszcze, Jagodnik, Jakubów, Komorów, Krzczonów, Krzyżowa, Lubachów, Lutomia Dolna, Lutomia Górna, Makowice, Miłochów, Modliszów, Mokrzeszów, Niegoszów, Opoczka, Panków, Pogorzała, Pszenno, Słotwina, Stachowice, Sulisławice, Wieruszów, Wilków, Wiśniowa, Witoszów Dolny, Witoszów Górny, Zawiszów.